# Podbi-Park

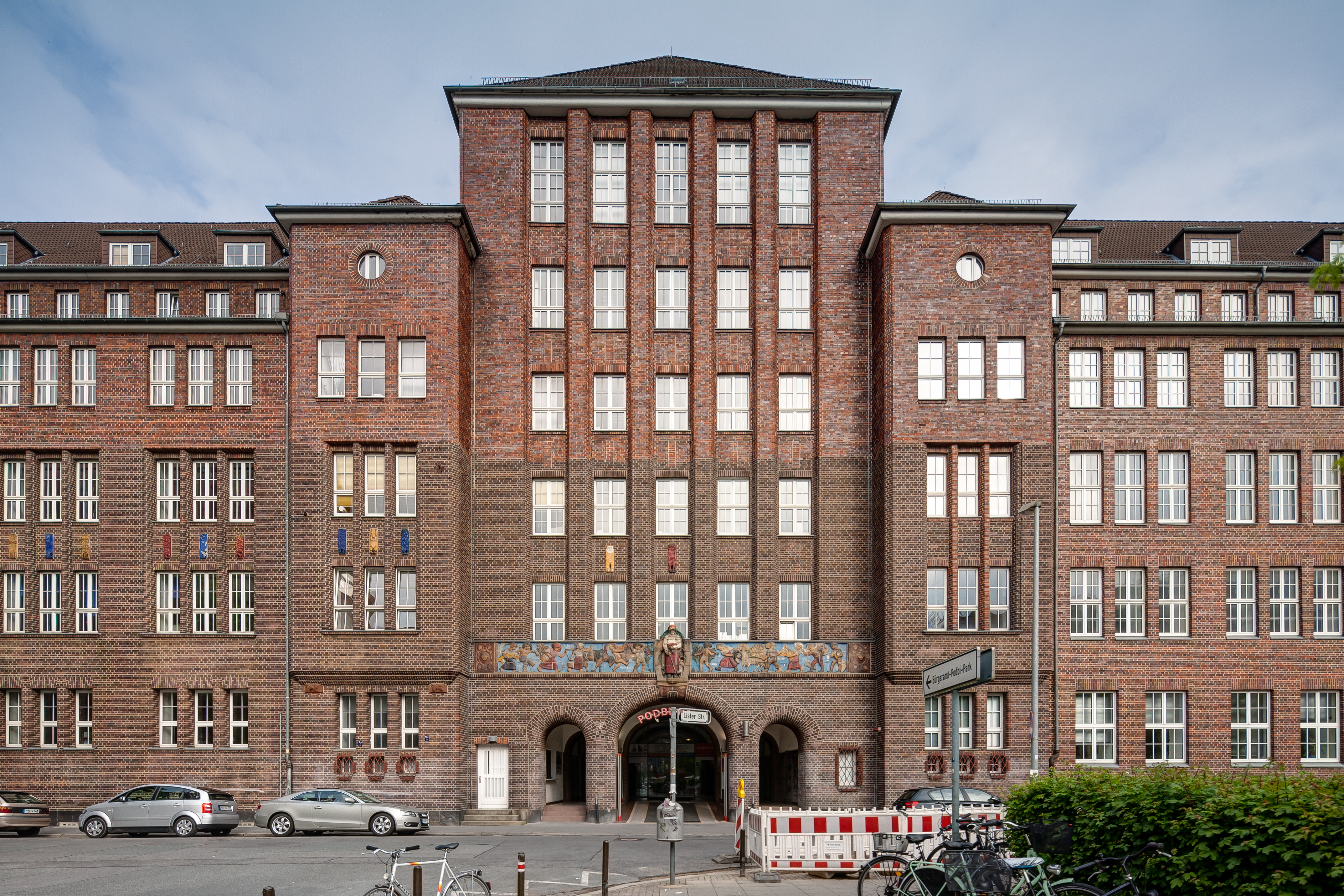
Gebäude der ehemaligen Bahlsen-Keksfabrik

Der Podbi-Park ist ein Gewerbekomplex auf dem Gelände und in den Gebäuden der ehemaligen Bahlsen-Keksfabrik in Hannover-List. 

## Beschreibung
Die herausragendsten und noch heute kennzeichnenden Gebäude der ehemaligen Bahlsen-Keksfabrik sind der Verwaltungsbau und die Feuerwache an der Podbielskistraße sowie das Fabrikationsgebäude an der Lister Straße. Sie wurden 1911 von Karl Siebrecht erbaut und gehören zu den bedeutendsten architektonischen Leistungen des Jugendstils in Hannover (siehe auch Liste der Baudenkmale in Vahrenwald-List).
Die Fabrikationsgebäude sind sowohl außen als auch innen mit aufwendigen Jugendstil-Elementen versehen. Das auffällige Terrakotta-Fries über dem Eingang stammt von Georg Herting, für andere Werke wurden die Künstler Julius Diez, Adolf Hölzel, Willy Jaeckel, Änne Koken, Georg Krüger, Martel Schwichtenberg und Ludwig Vierthaler engagiert.

## Geschichte

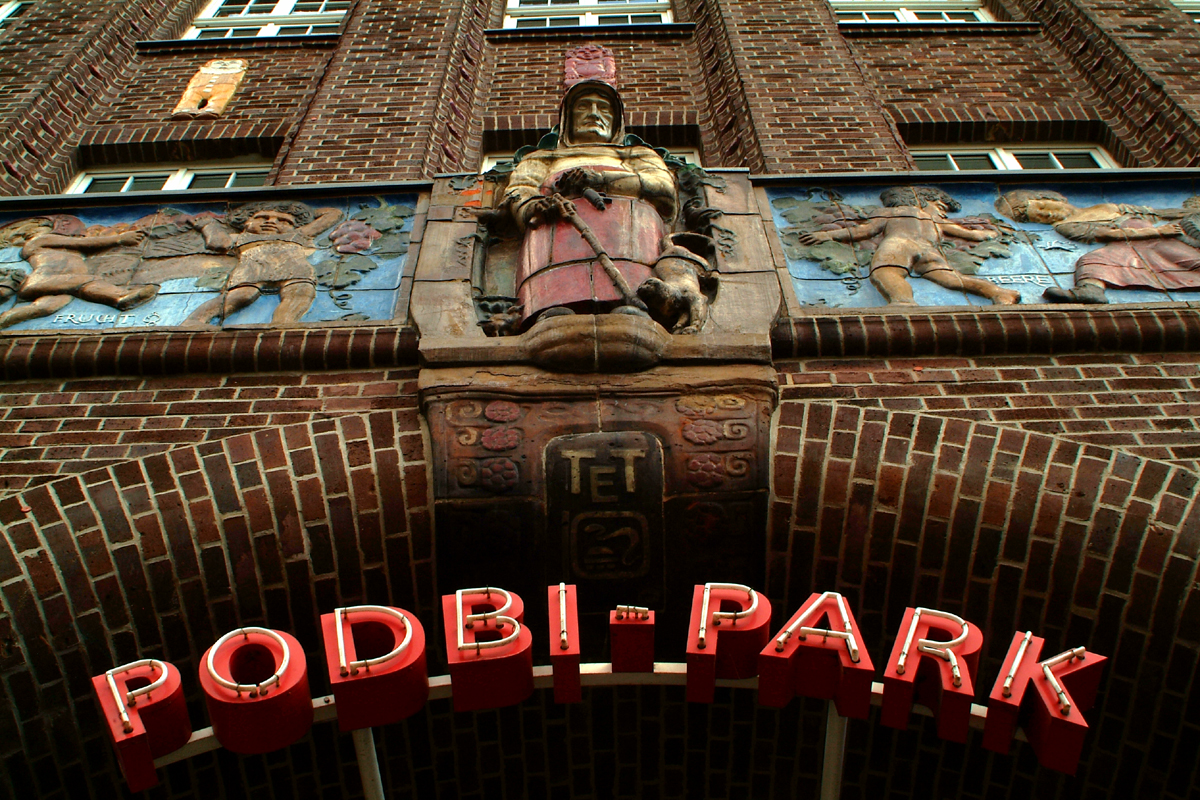
Eingang zum Podbi-Park

1974 lagerte Bahlsen die Hauptverwaltung, 1987 auch die letzte Produktionsstätte in größere Gebäude aus. Ab 1990 ließ Werner Michael Bahlsen, der Enkel des Unternehmensgründers, das Stammhaus aufwendig umbauen und mit einem Glasdach versehen. 1995 wurde der Komplex vom Unternehmen Böge Lindner K2 Architekten um den Rundbau eines Vier-Sterne-Hotels erweitert, der aufgrund seiner gelungenen Einpassung in das Ensemble 1997 einen Preis des Bund Deutscher Architekten Niedersachsen erhielt.
Im Jahr 2000 wurde die Umnutzung des Geländes als moderner Service- und Geschäftskomplex mit der Eröffnung der Ladenpassage abgeschlossen. Im selben Jahr ist auch die Bahlsen-Konzernzentrale wieder in ihr Stammhaus gezogen. 2006 folgte ein Fabrikladen des Traditionsunternehmens. Nach Insolvenz wurde der Komplex 2007 vom Amtsgericht Hannover unter Zwangsverwaltung gestellt. Im Mai 2014 kaufte die Accom-Immobilien-Holding (AIH) des Münchner Investors Constantin Sepmeier die Immobilie und kündigte Modernisierungen und Investitionen in Höhe von acht Millionen Euro an. Zeitgleich kaufte die AIH die Galerie Luise in der Innenstadt.
Neben einer Außenstelle der hannoverschen Stadtverwaltung, dem Bürgeramt List, sind in dem Gebäudekomplex auch eine Stadtteilbibliothek, der hannoversche Softwareentwickler HaCon und die Unternehmensberatung Kirschbaum Consulting angesiedelt.